# Département d'Empedrado
Pour les articles homonymes, voir Empedrado.
Le département d'Empedrado est une des 25 subdivisions de la province de Corrientes, en Argentine. Son chef-lieu est la ville d'Empedrado.
Le département a une superficie de 1 958 km2. Sa population s'élevait en 2001 à 14 721 habitants.

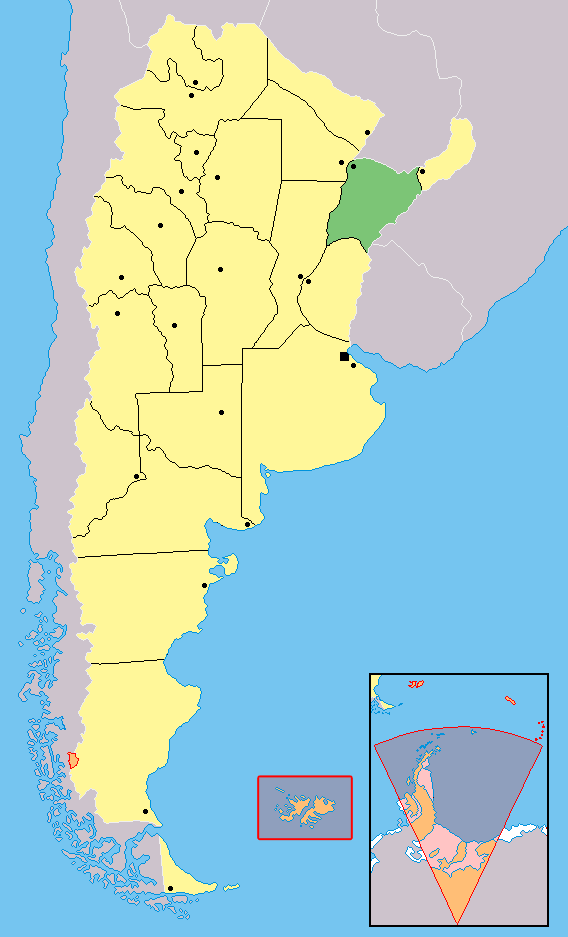
Localisation de la province de Corrientes en Argentine.